# Pontfaverger-Moronvilliers
Pontfaverger-Moronvilliers ist eine französische Gemeinde mit 1.738 Einwohnern (Stand: 1. Januar 2022) im Département Marne in der Region Grand Est. Die Gemeinde gehört zum Arrondissement Reims und zum Kanton Mourmelon-Vesle et Monts de Champagne. Die Einwohner werden Pontfabriciens genannt.

## Geographie
Pontfaverger-Moronvilliers liegt etwa 17 Kilometer ostnordöstlich von Reims an der Suippe. Umgeben wird Pontfaverger-Moronvilliers von den Nachbargemeinden Aussonce im Norden, Bétheniville im Osten, Saint-Hilaire-le-Petit im Osten und Südosten, Saint-Martin-l’Heureux im Südosten, Prosnes im Süden, Beine-Nauroy im Südwesten sowie Selles im Westen.

## Geschichte
Moronvilliers wurde im Ersten Weltkrieg komplett zerstört. Im Oktober 1915 setzten die deutschen Truppen hier Giftgas ein. 

## Bevölkerungsentwicklung
| Jahr                       | 1962 | 1968 | 1975 | 1982 | 1990 | 1999 | 2006 | 2018 |
| Einwohner                  | 1221 | 1374 | 1437 | 1390 | 1397 | 1376 | 1519 | 1751 |
| Quellen: Cassini und INSEE |      |      |      |      |      |      |      |      |

## Sehenswürdigkeiten
- Kirche Notre-Dame
- Deutscher Soldatenfriedhof
- Brücke über die Suippe aus dem 11. Jahrhundert (Pons Frabrigatus)

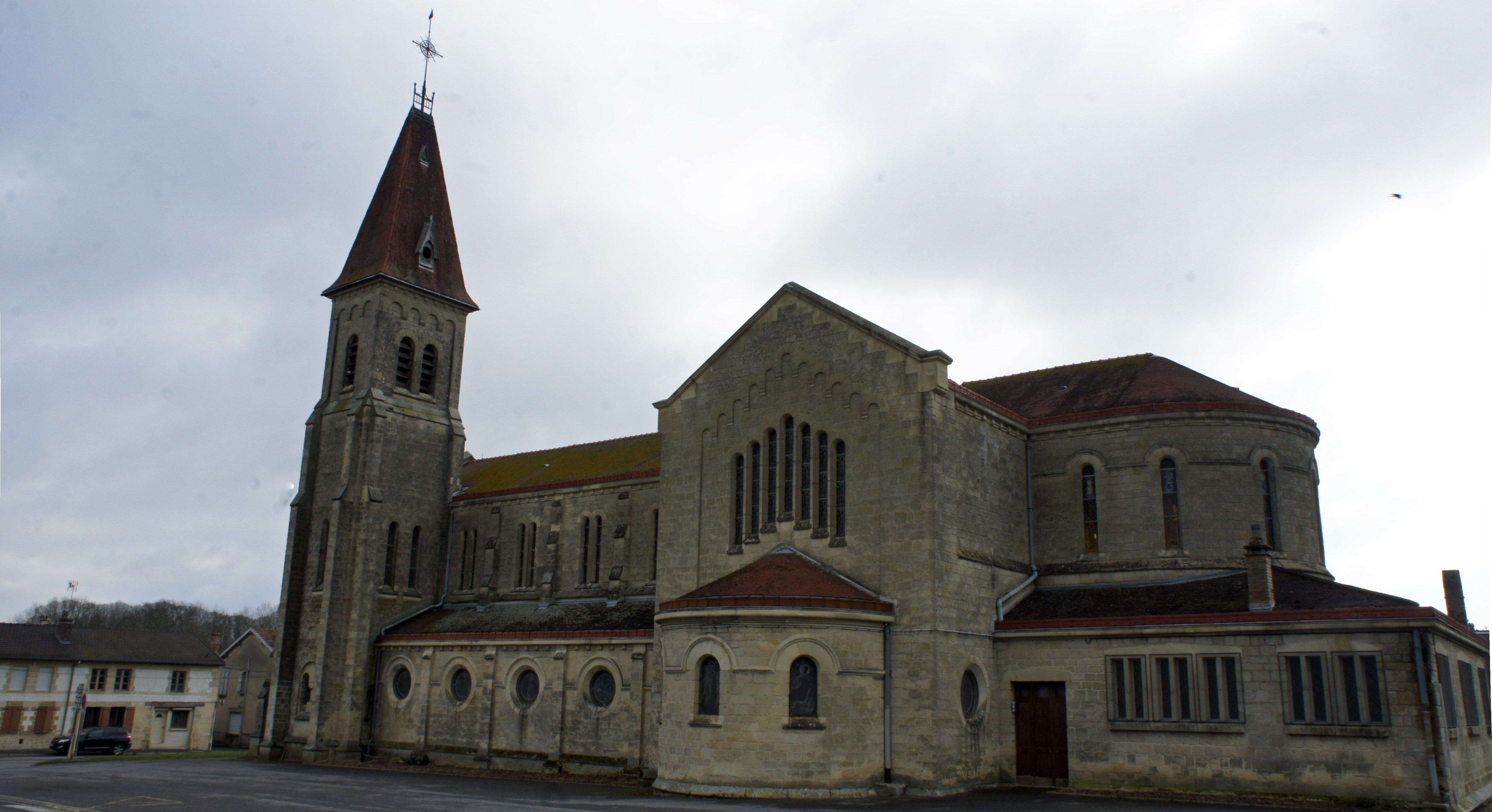
Kirche Notre-Dame